# 马尔杰索
马尔杰索（義大利語：Malgesso），是意大利瓦雷泽省的一个市镇。总面积2平方公里，人口1296人，人口密度648.0人/平方公里（2009年）。国家统计（ISTAT）代码为012095。